# Scraptia borneensis
Scraptia borneensis es una especie de coleóptero de la familia Scraptiidae.

## Distribución geográfica
Habita en Borneo.